# Maksymilian Kośny
Maksymilian Kośny (ur. 11 grudnia 1905 w Chróścicach, zm. 1989) – polski lekarz, działacz społeczny i polityczny.

## Życiorys
Do liceum uczęszczał w Krakowie i Chorzowie. Brał udział w walkach 3. powstania śląskiego, po czym podjął studia medyczne w Berlinie, a od 1926 do 1931 na Uniwersytecie Wrocławskim. Doktorat uzyskał w 1934 r. w Lipsku. W latach 30. wchodził w skład rady nadzorczej bytomskiego Banku Ludowego. Od 1923 działał w Związku Polaków w Niemczech, od 1924 także w Związku Akademików Górnoślązaków „Silesia Superior”, której był sekretarzem w 1926 r. W kwietniu 1939, zagrożony represjami ze strony Niemców wyjechał do Polski, gdzie ukrywał się podczas całej wojny. Po wojnie wrócił na Śląsk i podjął pracę lekarza. W 1978 roku został uhonorowany Śląską Nagrodą im. Juliusza Ligonia.
Brat Augustyna.